# هت‌تریک با مزدک میرزایی
هت‌تریک با مزدک میرزایی یک برنامه تلویزیونی زنده فوتبالی است، که برنامه تحلیل فوتبال ایران آن هر هفته جمعه شب ساعت ۲۲:۰۰ و برنامه تحلیل فوتبال اروپا هر هفته دوشنبه شب ساعت ۲۴:۰۰ از  شبکه ایران اینترنشنال پخش می‌شود. بنیان‌گذار، مجری و سردبیر و تهیه‌کنندهٔ این برنامه مزدک میرزایی و کارشناسان برنامه محمد تقوی و علیرضا مرزبان هستند.

## پیشینه
هت‌تریک با مزدک میرزایی در سال ۱۳۹۸ توسط مزدک میرزایی بنیان‌گذاری شد. اولین قسمت این برنامه در ۱۶ آذر ۱۳۹۸ پخش شد.

## ویژگی‌ها

### پخش
برنامه هت‌تریک ایرانی هر جمعه ساعت ۲۲:۰۰ و برنامه هت‌تریک اروپایی هر دوشنبه ساعت ۲۴:۰۰ روی آنتن ایران اینترنشنال می‌رود. مجری این برنامه مزدک میرزایی است. کارشناس این برنامه محمد تقوی و علیرضا مرزبان است.

## درون‌مایه

### فوتبال ایران

#### روند برنامه
برنامه هت‌تریک هر هفته به مرور و تحلیل رویدادهای مرتبط با فوتبال ایران می‌پردازد. در این برنامه صحنه‌هایی از بازی‌های لیگ برتر خلیج فارس و جام حذفی فوتبال ایران پخش می‌شود و به‌طور ویژه‌ای به فوتبال زنان در ایران می‌پردازد. هت‌تریک هر هفته به آنالیز فنی و کارشناسی داوری مسابقات فوتبال می‌پردازد و با استفاده از کارهای گرافیکی زیبا، تماشای برنامه را برای بیننده جذاب می‌کند.

#### بخش‌های برنامه
- آنچه خواهید دید:

بخش اول برنامه که مزدک میرزایی توضیحاتی درمورد آنچه که قرار است بینندگان در برنامه آن شب ببینند می‌دهند.
- پخش خلاصه بازی‌ها:

در این بخش صحنه‌های مهم بازی‌ها به همراه توضیح اتفاقات و حواشی بازی‌ها پخش می‌شود. پس از اتمام خلاصه هر بازی، بازی از نظر فنی و آماری بررسی می‌شود.
- VAR:

در بخش VAR، هر هفته کارشناسان داوری بریتانیایی در برنامه حضور پیدا می‌کنند و دربارهٔ صحنه‌های داوری بازی‌ها اظهار نظر می‌کنند.
- گفتگوی تصویری:

در بعضی قسمت‌های برنامه با مربیان و بازیکنان و روزنامه‌نگاران ورزشی خارج از ایران تماس تصویری برقرار می‌شود و دربارهٔ مسایل مختلف فوتبالی با مجری به گفتگو می‌نشینند.
- بررسی رسانه‌ها:

در این بخش با اجرای مزدک میرزایی رسانه‌های خبری فوتبال ایران بررسی می‌شود.
- آنالیز فنی:

در این بخش بازی‌های مهم یا خاص هر هفته (از بعد فنی یا کیفیت) توسط محمد تقوی آنالیز می‌شود و ماحصل آن با تصاویر مربوط به بازی و توضیحات وی پخش می‌گردد.
- بررسی جدول لیگ:

در این بخش جدول لیگ برتر خلیج فارس در پایان بازی‌های هفته بررسی می‌گردد.
- بررسی مسابقات فوتبال زنان:

در این بخش مسابقات برگزار شده در طول هفته در فوتبال زنان ایران بررسی می‌گردد.
- تصاویر برتر هفته:

این بخش به عنوان تیتراژ پایانی برنامه با تصاویری از بازی‌های لیگ پخش می‌شود.

### فوتبال اروپا

#### روند برنامه
برنامه هت‌تریک هر هفته به مرور و تحلیل رویدادهای مرتبط با فوتبال اروپا می‌پردازد. به‌طور معمول، این برنامه خلاصه‌ای از بازی‌های لیگ‌های معتبر اروپایی اعم از لیگ برتر فوتبال انگلستان، لا لیگا، بوندس‌لیگا، سری آ و لیگ ۱ را پخش می‌کند.

#### بخش‌های برنامه
- آنچه خواهید دید:

بخش اول برنامه که مزدک میرزایی توضیحاتی درمورد آنچه که قرار است بینندگان در برنامه آن شب ببینند می‌دهند.
- پخش خلاصه بازی‌ها:

در این بخش صحنه‌های مهم بازی‌های فوتبال اروپا به همراه توضیح اتفاقات بازی‌ها پخش می‌شود. پس از اتمام خلاصه هر بازی، بازی از نظر فنی و آماری بررسی می‌شود.
- آیتم‌ها:

هر هفته در این بخش، آیتم‌هایی از فوتبال اروپا پخش می‌شود.
- بررسی رسانه‌ها:

در این بخش با اجرای مزدک میرزایی، رسانه‌های خبری فوتبال اروپا بررسی می‌شود.
- آنالیز فنی:

در این بخش بازی‌های مهم یا خاص هر هفته (از بعد فنی یا کیفیت) توسط محمد تقوی آنالیز می‌شود و ماحصل آن با تصاویر مربوط به بازی و توضیحات وی پخش می‌گردد.
- بررسی جداول لیگ‌ها:

در این بخش جداول لیگ‌های اروپایی در پایان بازی‌های هفته بررسی می‌گردد.
- تصاویر برتر هفته:

این بخش به عنوان تیتراژ پایانی برنامه با تصاویری از بازی‌های لیگ‌های اروپایی پخش می‌شود.

## اطلاعات فصل‌ها
| برنامه         | فصل | تاریخ و زمان پخش | شروع فصل     | پایان فصل | تعداد قسمت‌های پخش شده | دامنه قسمت | فصل تلویزیون | شبکه تلویزیونی   |
| -------------- | --- | ---------------- | ------------ | --------- | --------------------- | ---------- | ------------ | ---------------- |
| هت‌تریک ایرانی  | ۱   | جمعه ۲۳:۰۰       | ۱۶ آذر ۱۳۹۸  |           | ۲۶                    | ۱–         | ۱۳۹۸–۱۳۹۹    | ایران اینترنشنال |
| هت‌تریک اروپایی | ۱   | دوشنبه ۲۳:۰۰     | ۱۴ بهمن ۱۳۹۸ |           | ۱۶                    | ۱–         | ۲۰۲۰         | ایران اینترنشنال |